# 清水円山展望台
清水円山展望台（しみずまるやまてんぼうだい）は日本の北海道上川郡清水町の羽帯地区に設置されている無料展望台。

## 概要
日高山脈の十勝側のふもと、清水町営育成牧場の中にある、円山（標高483m）に設置されており、昼間は広大な十勝平野の農村風景と国立公園に指定されている日高山脈の雄大な山並みを、夜間は満天の星空を360°展望できる観光スポットである。町では「清水四景」の一つとしてプロモーションしている。
眼下に拡がる牧場は映画銀の匙 Silver Spoonや連続テレビ小説なつぞらのロケ地として選定されており、その風景を一望できる。近傍にある北海道ガーデン街道参加ガーデンの十勝千年の森ともに十勝シーニックバイウェイ十勝平野・山麓ルートに含まれている。

## アクセス

### 自動車
- 道東自動車道十勝清水ICから15分。
- JR十勝清水駅から車で約20分
- 帯広空港から車で約50分

## 開園時間
- 24時間（冬季閉鎖）